# Sylvain N'Diaye
Pour les articles homonymes, voir N'Diaye.
Sylvain Patrick Jean N'Diaye, né le 25 juin 1976 à Paris, est un footballeur international sénégalais qui évolue au poste de milieu de terrain. Il est également de nationalité française.

## Biographie
Sylvain N'Diaye nait le 25 juin 1976 à Paris. Son grand-père est originaire du Sénégal et a choisi de garder la nationalité française lors de l'indépendance. Sylvain grandit à Saint-Salvadou dans l'Aveyron où sa mère Anne-Marie est médecin. Passionné de  football, il joue au Haut Villefranchois FC Morlhon puis au Stade Villefranchois avant d'intégrer à 17 ans le Rodez Aveyron Football.
Formé aux Girondins de Bordeaux, Sylvain N'Diaye y joue son premier match en première division face à l'OGC Nice le 25 janvier 1997. Voyant que le club "ne comptait pas trop sur lui", il demande à être prêté, faisant ainsi une saison au FC Martigues puis deux à La Gantoise. En 1999 il rejoint le Toulouse FC dont il devient un titulaire, puis signe au Lille OSC l'année suivante. 
Approché par le sélectionneur Bruno Metsu pour intégrer l'équipe du Sénégal de football, il hésite beaucoup, ne voulant pas "prendre la place de quelqu'un qui portait déjà le maillot sénégalais" et finit par accepter. Il est sélectionné pour la première fois le 30 décembre 2001 pour un match amical face à l'Algérie puis participe à l'épopée des Lions de la Teranga en Coupe du monde de football de 2002 et à la Coupe d'Afrique des nations de football en 2002 (finaliste) et 2004. Il compte à la fin de sa carrière internationale, en 2006, 24 sélections. 
En 2003, il signe à l'Olympique de Marseille dont il est un joueur important pendant deux saisons. Il part alors en Espagne, à Levante puis Tenerife. En 2008, il fait son retour en France, au Stade de Reims où il passe un an et demi difficile. Il s'engage en 2010 avec l'AS Cannes, où il termine sa carrière en National, en 2011.
En octobre 2015, l'ancien Marseillais est nommé recruteur pour le Paris Saint-Germain. Il sera chargé de l'observation en Espagne.

## Statistiques
| Saison                | Club                   | Championnat           | Championnat | Championnat | Coupe(s) nationale(s) | Coupe(s) nationale(s) | Compétition(s) continentale(s) | Compétition(s) continentale(s) | Compétition(s) continentale(s) | Sénégal | Sénégal | Total | Total |
| Saison                | Club                   | Division              | M.          | B.          | M.                    | B.                    | Comp.                          | M.                             | B.                             | M.      | B.      | M.    | B.    |
| 1993-1994             | Rodez AF               | National 2            | 11          | 0           | -                     | -                     | -                              | -                              | -                              | -       | -       | 11    | 0     |
| 1994-1995             | Rodez AF               | National 2            | 29          | 2           | -                     | -                     | -                              | -                              | -                              | -       | -       | 29    | 2     |
| 1995-1996             | Girondins de Bordeaux  | Division 1            | -           | -           | -                     | -                     | -                              | -                              | -                              | -       | -       | 0     | 0     |
| 1996-1997             | Girondins de Bordeaux  | Division 1            | 1           | 0           | -                     | -                     | -                              | -                              | -                              | -       | -       | 1     | 0     |
| 1997-1998             | FC Martigues (prêt)    | Division 2            | 34          | 1           | -                     | -                     | -                              | -                              | -                              | -       | -       | 34    | 1     |
| 1998-1999             | KAA La Gantoise        | Division 1            | 11          | 0           | -                     | -                     | -                              | -                              | -                              | -       | -       | 11    | 0     |
| 1999-2000             | Toulouse FC (prêt)     | Division 2            | 37          | 2           | 4                     | 0                     | -                              | -                              | -                              | -       | -       | 41    | 2     |
| 2000-2001             | Lille OSC              | Division 1            | 28          | 2           | 2                     | 0                     | -                              | -                              | -                              | -       | -       | 30    | 2     |
| 2001-2002             | Lille OSC              | Division 1            | 25          | 1           | 1                     | 0                     | C1+C3                          | 7+4                            | 0+0                            | 7       | 0       | 44    | 1     |
| 2002-2003             | Lille OSC              | Ligue 1               | 35          | 0           | 4                     | 0                     | CI                             | 5                              | 0                              | 6       | 0       | 50    | 0     |
| 2003-2004             | Olympique de Marseille | Ligue 1               | 20          | 0           | 3                     | 0                     | C1+C3                          | 4+9                            | 0+0                            | 6       | 0       | 42    | 0     |
| 2004-2005             | Olympique de Marseille | Ligue 1               | 22          | 1           | 1                     | 0                     | -                              | -                              | -                              | 4       | 0       | 27    | 1     |
| 2005-2006             | Olympique de Marseille | Ligue 1               | -           | -           | -                     | -                     | CI                             | 3                              | 0                              | -       | -       | 3     | 0     |
| 2005-2006             | Levante UD             | Segunda División      | 27          | 2           | -                     | -                     | -                              | -                              | -                              | -       | -       | 27    | 2     |
| 2006-2007             | Levante UD             | Primera División      | 17          | 0           | 1                     | 0                     | -                              | -                              | -                              | 1       | 0       | 19    | 0     |
| 2007-2008             | CD Tenerife (prêt)     | Liga BBVA             | 29          | 1           | -                     | -                     | -                              | -                              | -                              | -       | -       | 29    | 1     |
| 2008-2009             | Stade de Reims         | Ligue 2               | 21          | 0           | 3                     | 1                     | -                              | -                              | -                              | -       | -       | 24    | 1     |
| 2009-2010             | Stade de Reims         | National              | 13          | 0           | 3                     | 0                     | -                              | -                              | -                              | -       | -       | 16    | 0     |
| 2010-2011             | AS Cannes              | National              | 28          | 0           | 2                     | 0                     | -                              | -                              | -                              | -       | -       | 30    | 0     |
| Total sur la carrière | Total sur la carrière  | Total sur la carrière | 388         | 12          | 24                    | 1                     | -                              | 32                             | 0                              | 24      | 0       | 468   | 13    |

## Palmarès

### En club
- Finaliste de la Coupe UEFA en 2004 avec l'Olympique de Marseille
- Vainqueur de la Coupe Intertoto en 2005 avec l'Olympique de Marseille
- Finaliste de la Coupe Intertoto en 2002 avec le Lille OSC

### En sélection
- Finaliste de la Coupe d'Afrique des nations 2002
- Quart de finaliste au Mondial 2002 avec le Sénégal.